# Köztiagy
A köztiagy (Diencephalon) három nagyobb egységből áll: hipotalamusz  és talamusz, valamint a harmadik agykamra (ventriculus tertius) és az azt határoló részek alkotják.

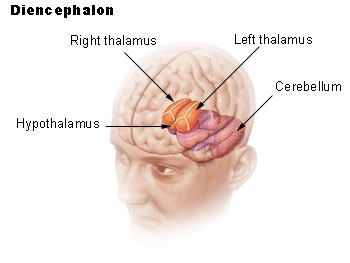
A köztiagy.

A köztiagy (piros) térbeli helyzete (animáció).

Az emberi idegrendszer részei és funkciói

## Köztiagy
Funkcionálisan meghatározó része a hipotalamusz, amely a szervezet minden fontos élettani működését befolyásolja. Kontrollálja és integrálja az autonóm idegrendszer és az endokrin rendszer működését, alapvető szerepet játszik a szervezet homeosztázisának (a belső környezet összetevőinek dinamikus állandósága) fenntartásában. Közreműködik a testhőmérséklet szabályozásában, a testfolyadékok viszonylagosan állandó összetételének biztosításában, a táplálék- és vízfelvétel elősegítésében, a szexuális viselkedés és az érzelmi élet alakításában.
Hátrafelé a középagy Silvius-féle csatornájának (aqueductus cerebri) harmadik agykamrai benyílásáig, előrefelé a páratlan harmadik, és a páros oldalkamrákat összekötő Monroe-féle lyukak (foramen interventricularék) nyílásáig terjed. A köztiagy így egy középsík menti rész, amelynek szimmetrikus jobb és bal fele van.

## A köztiagy makroszkópiája
A köztiagy alsó felszíne eléri az alsó felszínt. A hipotalamuszhoz tartozó, és más részek alkotják, amelyek elölről hátrafelé haladva a következők: a látóidegkereszteződés (chiasma opticum), a mindkét oldali látóköteggel (tractus opticus); a belül tölcsérszerű (infundibulum), a kívülről lefelé keskenyedő, vékony szürkeállomány-lemezből álló a (tuber cinereum); és a páros gömbölyded emlőtestek (corpora mammillaria). A köztiagy felső felszínét elfedi a boltozat (fornix), egy idegrostokból álló vastag köteg, amely a halántéki lebenyből ered, hátulról átível a talamuszon, és az emlőtestben  végződik. A köztiagy tényleges felső falát a harmadik agykamra teteje képezi.Utóbbi kamrai felszínén egy ependyma réteg van, amely összefügg a harmadik agykamrát bélelő ependyma réteggel. Ezt felülről a pia mater erezett redője borítja (tela choroidea ventriculi tertii). A harmadik agykamra tetejéről egy páros érfonat (plexus choroideus ventriculi tertii) nyomul be közvetlenül a középvonal két oldalán a harmadik agykamra üregébe. A köztiagy oldalsó felszínét a belső tok (capsula interna) fehérállománya határolja. Ez olyan idegrostokat tartalmaz, amelyek az agykérget az agytörzzsel és a gerincvelővel kötik össze. A köztiagy medialis felszínét (azaz a harmadik agykamra oldalfalát) a felső részén a talamusz medialis felszíne, alsó részén a hipotalamusz alkotja. Ezt a két területet egy sekély árok választja el egymástól. A köztiagyat öt nagyobb részre oszthatjuk, ezek:

1. a talamusz
2. a szubtalamusz
3. az epitalamusz
4. a hipotalamusz
5. a metatalamusz

## A talamusz
A talamusz egy nagy, ovoid szürkeállomány tömeg, amely a köztiagy nagyobb részét alkotja. A  harmadik agykamra két oldalán helyezkedik el. Lateralis felszínét a lencsemagtól (nucleus lentiformistól) egy igen fontos fehérállomány köteg, a (capsula interna) választja el. A talamusz egy igen fontos sejtes állomás, amely fogadja a fő érző pályákat (a szaglópálya kivételével). Úgy tekinthető, mint egy olyan központ, ahol sok információ integrálódik és kapcsolódik át az agykéreg és sok más kéregalatti központ felé. Kulcsszerepet játszik a zsigeri (visceralis) és a testi  (szomatikus) funkciók integrálásában is.

## A szubtalamusz
A szubtalamusz  a talamusz és a középagy tegmentuma között van. A szerkezete rendkívül összetett. A subtalamuszban megtalálható idegsejtek csoportjai között vannak a vörös magvak (nucleus ruber) elülső végei és a sötét pigmentációjú állomány (substantia nigra) valamint a talamusz alatti mag (nucleus subthalamicus). A szubtalamusznak fontos összeköttetései vannak a csikolt testtel (corpus striatum) , és ezen az úton szerepe van az izomaktivitás kontrolljában. Emellett sok fontos pályája is van, amelyek a tegmentumból a talamuszhoz futnak.

## Az epitalamusz
A tobozmirigy szárában található mag (nucleus habenularis).
A neuronoknak egy kis csoportja, közvetlenül a talamusz hátsó felszínétől medialisan, mindkét oldalon. A habenularis magvak valószínűleg szaglási, zsigeri és testi afferens pályákat integráló központok.

### Tobozmirigy (Glandula Pinealis; Corpus Pineale)
A tobozmirigy (glandula pinealis) egy kis, kúp alakú képlet, amelyet a tobozmirigy szára (habenula) a köztiagyhoz rögzít. Hátrafelé nyúlik, így a középagy hátsó felszíne mögött fekszik. A tobozmirigy állományát a tokból beterjedő kötőszövetes sövények kisebb lebenykékre osztják fel. A tobozmirigy kétféle sejtet tartalmaz a pinealocytákat és neuroglia sejteket. Elmeszesedett anyagból álló szemcsék, amit agyhomoknak (acervulus cerebri) neveznek, az életkorral fokozatosan szaporodnak fel a tobozmirigyben. Idegsejteket nem tartalmaz, azonban a felső nyaki sympathicus idegdúcokból adrenerg sympathicus rostok lépnek be a mirigybe, és az erekhez és a pinealocytákhoz kapcsolódva futnak. A tobozmirigy aktivitása napi (cirkadián) ritmust mutat, amelyet a fény befolyásol. A mirigyet a legaktívabbnak sötétben találták. Bár a tobozmirigynek korábban nagyon kis jelentőséget tulajdonítottak, közben tisztázódott, hogy egy olyan fontos belső elválasztású mirigy, amely befolyásolni tudja az agyalapi mirigynek (hypophysis cerebri), a hasnyálmirigy Langerhans-szigeteinek, a mellékpajzsmirigyeknek, a mellékveséknek, és az ivarmirigyeknek az aktivitását. A tobozmirigy váladékainak hatása főleg gátló jellegű. A melatonin (pigmentsejtek összehúzódását kiváltó hormon) és a termeléséhez szükséges enzimek magas koncentrációban vannak jelen a tobozmirigyben. A tobozmirigy valószínűleg fontos szerepet játszik a reprodukciós működések szabályozásában.

## A hipotalamusz
A hipotalamusz a látóidegkereszteződéstől az emlőtestek (corpora mamillaria) hátsó széléig terjed. A talamusz alatt a harmadik agykamra oldalfalát képezi. A központi idegrendszernek egy viszonylag kis részét alkotja, ugyanakkor eléggé központi helyzetben van, közel a limbikus rendszerhez, a talamuszhoz, a felszálló és leszálló pályákhoz, és agyalapi mirigyhez (hypophysis). Mikroszkóposan kis idegsejtek alkotják, amelyek csoportokba rendeződve, magvakat alkotva helyezkednek el. A szervezet minden fontos élettani működését befolyásolja. Kontrollálja és integrálja az autonóm idegrendszer és az endokrin rendszer működését, alapvető szerepet játszik a szervezet (homeostasisának) (a belső környezet összetevőinek állandósága) fenntartásában. Közreműködik a testhőmérséklet szabályozásában, a testfolyadékok viszonylagosan állandó összetételének biztosításában, a táplálék- és vízfelvétel elősegítésében, a szexuális viselkedés és az érzelmi élet alakításában.

## A metatalamusz
A metatalamusz a köztiagy és a középagy határán található, caudal felől kapcsolódik a talamuszhoz. Az oldalsó- és mediális geniculatus mag (nucleus geniculatum laterale et mediale) képezi. Az oldalsó geniculatus magok a középagy látódombjaival- (colliculus superior), a mediálisak pedig a hallódombokkal (colliculus inferior)  áll kapcsolatban. Vannak szerzők, akik a talamusz részeként említik a metatalamuszt. 

## A harmadik agykamra
A harmadik agykamra (ventriculus tertius) egy sagittalis rés a kétoldali talamusz között. Elől a páros oldalkamrákkal áll összeköttetésben a Monroe-féle nyílások közvetítésével, hátul az aqueductus cerebri a negyedik agykamrával köti össze. A harmadik agykamrának elülső, hátsó, oldalsó felső és alsó fala van, üregét ependyma béleli. Az elülső falát egy vékony szürkeállomány réteg, a  határlemez (lamina terminalis) alkotja. A hátsó fal a Sylvius-féle csatorna (aqueductus cerebri) benyílása. Az oldalsó falát felül a talamusz, alul a hipothalamusz medialis felszíne képezi,  Ezt a két részt egy barázda (sulcus hypothalmicus) választja el egymástól, ebben a barázdában fut a vena thalamostriata. A kamra felső falát egy ependyma réteg alkotja, amely fölött a pia mater kétrétegű lemeze található. Az utóbbiban futó artériák a középsík mindkét oldalán egy-egy sagittalis csíkban betüremítik az ependymalis réteget, és kialakítják a harmadik agykamra érfonatát plexus choroideus ventriculi tertii, amely agy-gerincvelői folyadékot (liquor cerebrospinalis) termel.  A felső falban futnak a belső agyi vénák.  Az agykamra felső fala felülről a boltozattal (fornix) és a kérges testtel (corpus callosum) érintkezik. Az alsó falat (aljzatot) a látóidegkereszteződés (chiasma opticum), a tölcsér (infundibulum), és az emlőtestek (corpus mammillare) alkotják. Az agyalapi mirigy (hypophysis cerebri) a tölcsér alsó végéhez kapcsolódik.